# Vestit de mariner

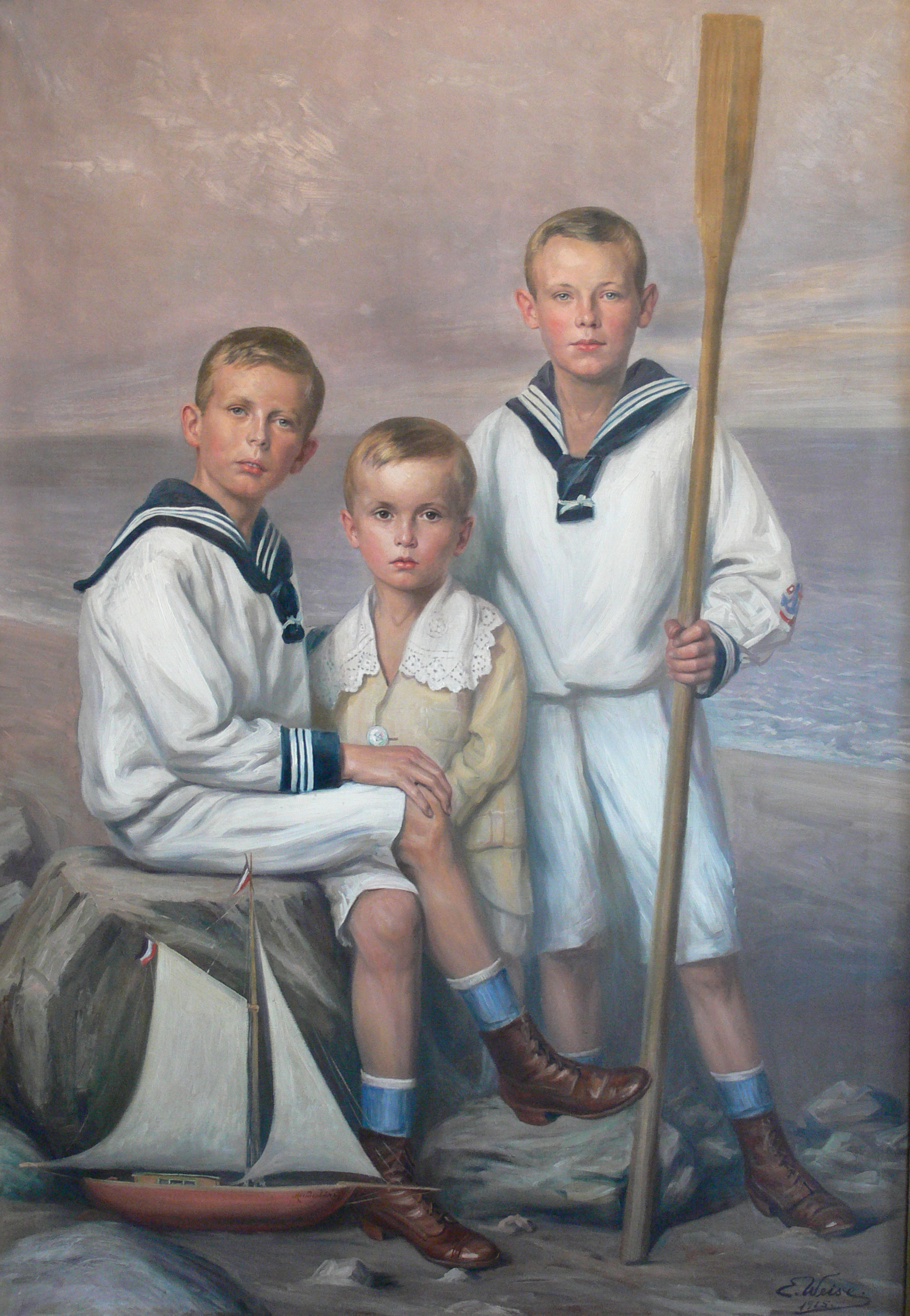
Nens amb vestit de mariner retratats amb sa germana (1915)

El vestit de mariner és una imitació civil de l'uniforme de la marineria militar que s'empra com a indumentària formal per a infants. En són els elements més característics el color blanc o blau marí; l'ús d'una mena de brusa marinera, amb coll mariner incorporat (a diferència de l'original militar); i, a voltes, un casquet de mariner com a lligadura. Tot plegat es combina amb pantalons curts o, per a les nenes, faldilles prisades, en color a joc.
El 1846, amb quatre anys, el príncep de Gal·les Albert Eduard (futur rei Eduard VII) fou dut de visita oficial vestit amb una imitació de l'uniforme dels mariners del iot reial (encara sense casquet, doncs); el nombrós públic assistent el trobà encantador. L'exemple anà estenent-se, i pels volts de 1870 ja era habitual entre les classes altes euròpides (fins a la mitjana burgesia almenys) vestir els infants amb l'anomenat vestit de mariner.
A partir del darrer terç del segle xix el vestit de mariner també era uniforme escolar en molts estats, ús que s'estengué a països colonials i també al Japó. El vestit de mariner esdevingué el símbol del nen-repel·lent-de-casa-bona per als nens de les classes populars i per als caricaturistes.

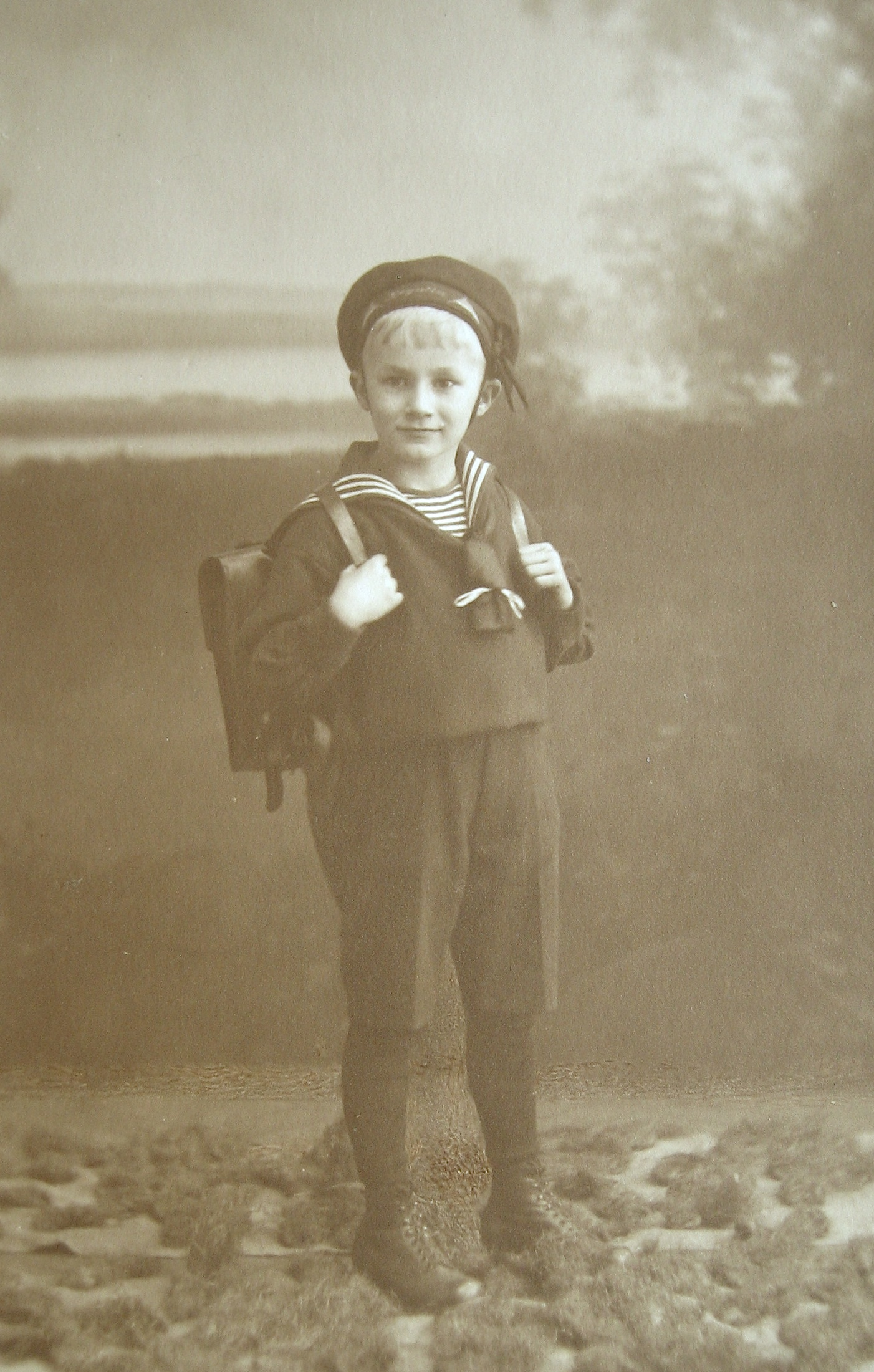
Nen alemany amb vestit de mariner com a uniforme escolar (1923)

La moda del vestit de marineret (com també se'n deia) ha remès des de la segona meitat del segle xx, però encara avui se'n veuen com a vestit de comunió en països com Espanya i com a uniforme escolar, sobretot femení, en països com el Japó. Entorn de l'uniforme d'escolar japonesa, per cert, s'ha generat un fetitxisme sexual específic.
En diversos períodes les bruses d'estil mariner s'han posat de moda per a dones adultes, sobretot per a activitats esportives o d'estiu; n'atrau especialment l'amplitud de les formes i la vistositat del coll mariner.